# Ultraibolya fotoelektron-spektroszkópia
Az ultraibolya fotoelektron-spektroszkópia (UPS) a molekulákból az elnyelt ultraibolya fotonok által kilökött elektronok mozgási energiájának spektrumát vizsgálja, a molekulapályák energiaszintjeinek meghatározása céljából.

## Elmélete
Ha Einstein fotoelektromos törvényét szabad molekulára alkalmazzuk, akkor a kibocsátott fotoelektron ({\displaystyle E_{K}}) kinetikus energiája:
{\displaystyle E_{K}=h\nu -I\,},
ahol h a Planck-állandó, ν az ionizáló fény frekvenciája, I pedig az – akár alap-, akár gerjesztett állapotú – egyszeresen töltött ion létrejöttéhez szükséges ionizációs energia. A Koopmans-tétel szerint minden egyes ilyen ionizációs energia megfeleltethető egy betöltött molekulapálya energiaszintjének. Az alapállapotú ion egy elektronnak a legmagasabb energiájú molekulapályáról történő eltávolításával keletkezik, a gerjesztett ionok az elektronnak alacsonyabb energiájú pályákról való eltávolításával jönnek létre.

## Eredete
1960 előtt a fotoelektronok mozgási energiájának mérését gyakorlatilag csak fémekből és más szilárd felületekből kilépő elektronokon végezték. 1956 körül Kai Siegbahn a felületek kémiai elemzéséhez kifejlesztette a röntgen fotoelektron-spektroszkópiát (XPS). Ez a módszer röntgensugárforrást használ az atomtörzsbeli elektronok energiaszintjeinek vizsgálatához. A módszer energiafelbontása kezdetben körülbelül 1 eV (elektronvolt) volt.
Az ultraibolya módszert (UPS) Fjodor I. Vilesov, a Szentpétervári (akkor Leningrádi) Állami Egyetem fizikusa dolgozta ki 1961-ben, hogy gázfázisban tanulmányozza a szabad molekulák fotoelektron spektrumát. A kezdeti kísérletekben hidrogénkisülés monokromatikus sugárzását használta, a fotoelektronok energiáját pedig egy fékezőteres potenciál analizátor mérte.
A PES-t David W. Turner, a londoni Imperial College, majd az Oxfordi Egyetem fiziko-kémikusa fejlesztette tovább, eredményeit 1962 és 1967 között egy sor publikációban közölte. A fotonok forrásaként hélium kisülési lámpát használt, amely 58,4 nm hullámhosszúságú (ez 21,2 eV energiának felel meg) vákuum-ultraibolya sugárzást bocsát ki. Ezzel a sugárforrással Turner csoportja 0,02 eV energiafelbontást ért el. Turner az eljárást „molekuláris fotoelektron-spektroszkópiának” hívta, ma elterjedt elnevezése az „ultraibolya fotoelektron-spektroszkópia” vagy UPS. Az XPS-sel szemben az UPS a vegyértékelektronok energiájára korlátozódik, de ezeket pontosabban méri. 1967 után a kereskedelmi forgalomban is megjelentek az UPS spektrométerek.

## Felhasználása
A módszer a molekulapályák energiáinak kísérletileg mért nagyságát adja meg, melyeket össze lehet vetni – az 1960-as években nagy fejlődésen átment – kvantumkémiai számítások elméleti értékeivel. A molekulák fotoelektron-spektrumában több csúcs található, ezek mindegyike megfelel egy, a kötés környezetében lévő molekulapálya energiaszintjének. Nagy felbontása révén a molekulaion rezgési finomszerkezete is megfigyelhető, ami elősegíti a csúcsok kötő, nemkötő és lazító molekulapályákhoz való rendelését.
A módszert később kiterjesztették szilárd felületek vizsgálatára is, ezt általában fotoemissziós spektroszkópiának (PES) nevezik. A kibocsátott fotoelektronok rövid hatótávolsága miatt (a röntgensugarakkal szemben) ez a módszer különösen érzékeny a felületi régióra (10 nm mélységig), ezért az adszorbeált részecskék és azok felülethez kötődésének, valamint felületi orientációjuk vizsgálatára használják.
A szilárd anyagok UPS-sel történő vizsgálatából nyert hasznos információ az adott anyag kilépési munkája. Ennek meghatározására Park és munkatársai mutatnak példát. Röviden összegezve megmérik a fotoelektron spektrum teljes szélességét (a legnagyobb mozgási energia/legkisebb kötési energia pontjától a kis mozgási energia levágásáig), ezt levonják a gerjesztő sugárzás fotonenergiájából, és a különbség adja meg a kilépési munkát. 

### Gázkisülések vonalai
| Gáz | Emissziós vonal | Energia (eV) | Hullámhossz (nm) | Relatív intenzitás (%) |
| --- | --------------- | ------------ | ---------------- | ---------------------- |
| H   | Lyman α         | 10,20        | 121,57           | 100                    |
|     | Lyman β         | 12,09        | 102,57           | 10                     |
| He  | 1 α             | 21,22        | 58,43            | 100                    |
|     | 1 β             | 23,09        | 53,70            | kb. 1,5                |
|     | 1 γ             | 23,74        | 52,22            | 0,5                    |
|     | 2 α             | 40,81        | 30,38            | 100                    |
|     | 2 β             | 48,37        | 25,63            | <10                    |
|     | 2 γ             | 51,02        | 24,30            | elhanyagolható         |
| Ne  | 1 α             | 16,67        | 74,37            | 15                     |
|     | 1 α             | 16,85        | 73,62            | 100                    |
|     | 1 β             | 19,69        | 62,97            | < 1                    |
|     | 1 β             | 19,78        | 62,68            | < 1                    |
|     | 2 α             | 26,81        | 46,24            | 100                    |
|     | 2 α             | 26,91        | 46,07            | 100                    |
|     | 2 β             | 27,69        | 44,79            | 20                     |
|     | 2 β             | 27,76        | 44,66            | 20                     |
|     | 2 β             | 27,78        | 44,63            | 20                     |
|     | 2 β             | 27,86        | 44,51            | 20                     |
|     | 2 γ             | 30,45        | 40,71            | 20                     |
|     | 2 γ             | 30,55        | 40,58            | 20                     |
| Ar  | 1               | 11,62        | 106,70           | 100                    |
|     | 1               | 11,83        | 104,80           | 50                     |
|     | 2               | 13,30        | 93,22            | 30                     |
|     | 2               | 13,48        | 91,84            | 15                     |

## A módszer jövője
Az UPS módszer a szinkrotron fényforrások növekvő számának köszönhetően újraéledőben van, ezek ugyanis széles energiatartományban képesek monokromatikus fotonokat biztosítani.

## Fordítás
Ez a szócikk részben vagy egészben  az   Ultraviolet photoelectron spectroscopy című angol Wikipédia-szócikk ezen változatának fordításán alapul.  Az eredeti cikk szerkesztőit annak laptörténete sorolja fel. Ez a jelzés csupán a megfogalmazás eredetét és a szerzői jogokat jelzi, nem szolgál a cikkben szereplő információk forrásmegjelöléseként.